# Finale Europacup I 1984
De finale van de Europacup I van het seizoen 1983/84 werd gehouden op 30 mei 1984 in het Stadio Olimpico in Rome. Het Italiaanse AS Roma mocht in eigen stadion de strijd aangaan met Liverpool FC. Ondanks het thuisvoordeel wonnen de Engelsen na strafschoppen de finale.
Tijdens de strafschoppenreeks ontpopte de Zimbabwaanse doelman Bruce Grobbelaar zich tot de held van de avond. Hij leidde zijn tegenstanders tijdens de strafschoppenreeks af met zijn zogenaamde "spaghetti legs" (i.e. spaghettibenen). Grobbelaar wiegelde en zakte door zijn benen alsof hij dronken was. Twee Italianen misten een strafschop, waardoor Liverpool uiteindelijk met 4-2 won.
Precies tien jaar na de finale, op 30 mei 1994, maakte Roma-aanvoerder Agostino Di Bartolomei een einde aan zijn leven.

## Wedstrijd
|                   |                                 |       |                                       |                                                                                      |
| 30 mei 1984 20:15 | Liverpool                       | 1 – 1 | AS Roma                               | Stadio Olimpico, Rome Toeschouwers: 69.693 Scheidsrechter: Erik Fredriksson (Zweden) |
| 30 mei 1984 20:15 | Neal 13'                        |       | 42' Pruzzo                            | Stadio Olimpico, Rome Toeschouwers: 69.693 Scheidsrechter: Erik Fredriksson (Zweden) |
| 30 mei 1984 20:15 | Strafschoppen                   |       |                                       | Stadio Olimpico, Rome Toeschouwers: 69.693 Scheidsrechter: Erik Fredriksson (Zweden) |
| 30 mei 1984 20:15 | Nicol Neal Souness Rush Kennedy | 4 – 2 | Di Bartolomei Conti Righetti Graziani | Stadio Olimpico, Rome Toeschouwers: 69.693 Scheidsrechter: Erik Fredriksson (Zweden) |

| Liverpool | Roma |

| Liverpool FC: |    |                  |     |
|               |    |                  |     |
| GK            | 1  | Bruce Grobbelaar |     |
| RB            | 2  | Phil Neal        | 32' |
| CB            | 4  | Mark Lawrenson   |     |
| CB            | 6  | Alan Hansen      |     |
| LB            | 3  | Alan Kennedy     |     |
| RM            | 8  | Sammy Lee        |     |
| CM            | 10 | Craig Johnston   | 72' |
| CM            | 11 | Graeme Souness   |     |
| LM            | 5  | Ronnie Whelan    |     |
| CF            | 7  | Kenny Dalglish   | 94' |
| CF            | 9  | Ian Rush         |     |
| Invallers:    |    |                  |     |
| FW            | 12 | Michael Robinson | 94' |
| GK            | 13 | Bob Bolder       |     |
| DF            | 14 | Steve Nicol      | 72' |
| FW            | 15 | David Hodgson    |     |
| DF            | 16 | Gary Gillespie   |     |
| Coach:        |    |                  |     |
| Joe Fagan     |    |                  |     |

| Roma:         |    |                        |      |
|               |    |                        |      |
| GK            | 1  | Franco Tancredi        |      |
| RB            | 2  | Michele Nappi          |      |
| CB            | 4  | Ubaldo Righetti        |      |
| CB            | 6  | Dario Bonetti          |      |
| LB            | 3  | Sebastiano Nela        |      |
| DM            | 5  | Paulo Roberto Falcão   |      |
| CM            | 10 | Agostino Di Bartolomei |      |
| CM            | 8  | Toninho Cerezo         | 115' |
| RW            | 11 | Francesco Graziani     |      |
| CF            | 9  | Roberto Pruzzo         | 64'  |
| LW            | 7  | Bruno Conti            | 15'  |
| Invallers:    |    |                        |      |
| GK            | 12 | Astutillo Malgioglio   |      |
| DF            | 13 | Emidio Oddi            |      |
| MF            | 14 | Mark Tullio Strukelj   | 115' |
| FW            | 15 | Odoacre Chierico       | 64'  |
| FW            | 16 | Francesco Vincenzi     |      |
| Coach:        |    |                        |      |
| Nils Liedholm |    |                        |      |